# Literaire Reeks De Witte Olifant
Literaire Reeks De Witte Olifant werd tussen 1960 en 1970 door uitgeverij G.A. van Oorschot in Amsterdam uitgegeven, er verschenen 53 delen, voornamelijk van bekende Nederlandse en enige Russische schrijvers. Bijzonder was dat op de flap van de omslagen om de boeken, een bladwijzer in diverse uitvoeringen, was afgedrukt. De reeks is vormgegeven en van omslagen voorzien door de Amsterdamse kunstenaar Nicolaas Wijnberg.
De onderstaande nummering slaat niet op de volgorde binnen de reeks.
| #  | auteur(s)                        | titel                                                 |
| -- | -------------------------------- | ----------------------------------------------------- |
| 1  | A. Alberts                       | De eilanden                                           |
| 2  | Menno ter Braak                  | Hampton Court                                         |
| 3  | M. ter Braak                     | dr. Dumay verliest...                                 |
| 4  | Frans Coenen                     | Zondagsrust                                           |
| 5  | F.M. Dostojevski                 | Aantekeningen uit het ondergrondse                    |
| 6  | F.M. Dostojevski                 | De speler                                             |
| 7  | F.M. Dostojevski                 | Het dorp Stepantsjiwkowo en zijn bewoners             |
| 8  | F.M. Dostojevski                 | De eeuwige echtgenoot                                 |
| 9  | Marcel Emants                    | Een nagelaten bekentenis                              |
| 10 | M. Emants                        | Liefdeleven                                           |
| 11 | M. Emants                        | Afgestorven/Huwelijksgeluk/Een kind                   |
| 12 | M. Emants                        | Monaco                                                |
| 13 | M. Emants                        | Waan                                                  |
| 14 | Isaac Faro                       | Heksen huilen niet of de oranje pyjama                |
| 15 | Wsewolod Garsjin                 | De palm die door het dak breekt                       |
| 16 | Willem Frederik Hermans          | Paranoia                                              |
| 17 | W.F. Hermans                     | De tranen der acacia's                                |
| 18 | W.F. Hermans                     | Ik heb altijd gelijk                                  |
| 19 | W.F. Hermans                     | Een landingspoging op Newfoundland                    |
| 20 | W.F. Hermans                     | Hermans is hier geweest                               |
| 21 | W.F. Hermans                     | De god denkbaar, denkbaar de god                      |
| 22 | Hildebrand                       | Camera Obscura                                        |
| 23 | H. Marsman/S. Vestdijk           | Heden ik, morgen gij                                  |
| 24 | Multatuli                        | Max Havelaar                                          |
| 25 | Multatuli                        | Woutertje Pieterse                                    |
| 26 | Nabokov                          | Bastaards                                             |
| 27 | Nescio                           | Boven het dal en andere verhalen                      |
| 28 | J. Oljesja                       | Afgunst                                               |
| 29 | J. van Oudshoorn                 | Achter groene horren                                  |
| 30 | J. van Oudshoorn                 | Willem Mertens' levensspiegel                         |
| 31 | J. van Oudshoorn                 | Tobias en de dood                                     |
| 32 | E. du Perron                     | Schandaal in Holland                                  |
| 33 | R.J. Peskens (G.A. van Oorschot) | Uitgestelde vragen en andere verhalen                 |
| 34 | G.K. van het Reve                | Tien vrolijke verhalen                                |
| 35 | G.K. van het Reve                | Vier wintervertellingen                               |
| 36 | G.K. van het Reve                | De ondergang van de familie Boslowits/Werther Nieland |
| 37 | Karel van het Reve               | Twee minuten stilte                                   |
| 38 | K. van het Reve                  | Nacht op de kale berg                                 |
| 39 | Arthur van Schendel              | De grauwe vogels                                      |
| 40 | A. van Schendel                  | Een Hollands drama                                    |
| 41 | Ramon Sender                     | De tuinman en de koningin                             |
| 42 | Herman Teirlinck                 | Mijnheer J.B. Serjanszoon                             |
| 43 | Theo Thijssen                    | Het grijze kind                                       |
| 44 | Theo Thijssen                    | Het taaie ongerief                                    |
| 45 | Theo Thijssen                    | Kees de jongen                                        |
| 46 | Theo Thijssen                    | De gelukkige klas                                     |
| 47 | A.P. Tsjechow                    | Wanjka en Kasjtanka                                   |
| 48 | A.P. Tsjechow                    | Het duel                                              |
| 49 | Beb Vuyk                         | Het laatste huis van de wereld                        |
| 50 | Willem Wittkampf                 | Nader bericht ontbreekt                               |
| 51 | Diverse auteurs                  | De 43ste april, zeven verhalen op één thema           |
| 52 | Diverse auteurs                  | Onze onzalige erfenis                                 |
| 53 | Diverse auteurs                  | Halverwege, 7 moderne Russische schrijvers            |